# Redigobius
Redigobius là một chi của họ cá Oxudercidae.

## Các loài
Chi này hiện hành có các loài sau đây được ghi nhận:
- Redigobius amblyrhynchus (Bleeker, 1878)
- Redigobius balteatops (J. L. B. Smith, 1959)
- Redigobius balteatus (Herre, 1935)
- Redigobius bikolanus (Herre, 1927): Nó được tìm thấy ở Úc, Campuchia, Indonesia, Nhật Bản, Madagascar, Malaysia, New Caledonia, Papua New Guinea, Philippines, Seychelles, Nam Phi, và Đài Loan.
- Redigobius chrysosoma (Bleeker, 1875) (
- Redigobius dewaali (M. C. W. Weber, 1897): Nó được tìm thấy ở Mozambique và Nam Phi.
- Redigobius dispar (W. K. H. Peters, 1868)
- Redigobius lekutu Larson, 2010
- Redigobius leveri (Fowler, 1943)
- Redigobius macrostoma (Günther, 1861)
- Redigobius nanus Larson, 2010
- Redigobius oyensi (de Beaufort, 1913)
- Redigobius penango (Popta, 1922)
- Redigobius tambujon (Bleeker, 1854)